# Čitluk (Kruševac)
Čitluk (em cirílico: Читлук) é uma vila da Sérvia localizada na cidade de Kruševac, pertencente ao distrito de Rasina, na região de Rasina. A sua população era de 3061 habitantes segundo o censo de 2011.

## Demografia
| 1948 | 1953 | 1961 | 1971 | 1981 | 1991 | 2002 | 2011 |
| ---- | ---- | ---- | ---- | ---- | ---- | ---- | ---- |
| 1543 | 1663 | 1804 | 2155 | 2694 | 2978 | 3154 | 3061 |